# Municipalità locale di Umtshezi
La municipalità locale di Umtshezi (in inglese Umtshezi Local Municipality) è stata una municipalità locale del Sudafrica appartenente alla municipalità distrettuale di Uthukela, nella provincia di KwaZulu-Natal. In base al censimento del 2001 la sua popolazione era di 59.917 abitanti.
È stata soppressa nel 2016, quando si è fusa con la municipalità locale di Imbabazane per costituire la municipalità locale di Inkosi Langalibalele.
Il suo territorio si estendeva su una superficie di 2.130 km² ed era suddiviso in 7 circoscrizioni elettorali (wards). Il suo codice di distretto era KZN234.

## Geografia fisica

### Confini
La municipalità locale di Umtshezi confinava a nord con quelle di Emnambithi/Ladysmith e Indaka, a est con quella di Msinga (Umzinyathi), a sud con quella di Mpofana (Umgungundlovu) e a ovest con quelle di Imbabazane e Okhahlamba.

### Città e comuni
- Chieveley
- Ennersdale
- Estcourt
- Frere
- Khwezi
- Kwanobamba
- Lowlands
- New Beacon Hill
- Rockmount
- South Downs
- Webesi
- Wembezi
- Weenen

### Fiumi
- Bloukrans
- Boesmans
- Isikhehlenga
- Mtontwanes
- Rensburgspruit
- Tugela
- Umngwenya
- Umnlangana

### Dighe
- Wagendriftdam